# Lune de miel à Las Vegas
Pour plus de détails, voir Fiche technique et Distribution.
Lune de miel à Las Vegas (Honeymoon in Vegas) est un film américain réalisé par Andrew Bergman, sorti en 1992.

## Synopsis
Jack Singer, détective privé, spécialiste du flagrant délit des couples adultères se refuse toujours à épouser Betsy, de peur de s'engager. Après plusieurs années d'union libre, leur relation va de moins en moins bien. Jack comprend qu'il doit épouser Betsy s'il souhaite la garder. Il part alors en voyage avec elle à Las Vegas, capitale mondiale du mariage. Ils arrivent au même moment que Tommy Corman, un truand et joueur professionnel, qui tombe net devant Betsy, le sosie de sa femme décédée il y a peu. Tommy va tout faire pour la conquérir...

## Fiche technique
- Titre français : Lune de miel à Las Vegas
- Titre original : Honeymoon in Vegas
- Réalisation : Andrew Bergman
- Scénario : Andrew Bergman
- Musique : David Newman
- Photographie : William A. Fraker
- Montage : Barry Malkin
- Production : Mike Lobell
- Sociétés de production : New Line Cinema & Castle Rock Entertainment
- Société de distribution : Columbia Pictures, Les Films Ariane
- Pays :  États-Unis
- Langue : Anglais
- Format : Couleur - Dolby - 35 mm - 1.85:1
- Durée : 92 min
- Budget : 25000000 $
- Box-office  États-Unis : 35208854 $
- Date de sortie :
  - États-Unis : 28 août 1992
  - France : 24 mars 1993

## Distribution
Légende : Version Québécoise = VQ
- James Caan (VF : Philippe Ogouz ; VQ : Jean-Paul Dugas) : Tommy Korman
- Nicolas Cage (VF : Daniel Lafourcade ; VQ : Pierre Auger) : Jack Singer
- Sarah Jessica Parker (VF : Nathalie Spitzer ; VQ : Linda Roy) : Betsy Nolan / Donna Korman
- Pat Morita (VF : Roger Lumont ; VQ : Jacques Brouillet) : Mahi Mahi
- Johnny Williams (VF : Michel Mella ; VQ : Alain Gélinas) : Johnny Sandwich
- John Capodice (VF : Joël Martineau ; VQ : Edgar Fruitier) : Sally Molars
- Robert Costanzo (VF : Jacques Deschamps ; VQ : Ronald France) : Sidney Tomashefsky
- Peter Boyle (VF : René Bériard ; VQ : Dominique Briand) : Le grand chef Orman
- Burton Gilliam (VF : Joël Martineau ; VQ : Pierre Chagnon) : Roy Bacon
- Tony Shalhoub (VF : Hervé Jolly ; VQ : Daniel Picard) : Buddy Walker
- Brent Hinkley : Vern
- Dean Hallo : Lyle
- Peter Gene Hernandez : le jeune Elvis
- Seymour Cassel (VF : Pierre Baton) : Tony Cataracts
- Jerry Tarkanian (VF : Joël Martineau) : Sid Feder
- Keone Young : Eddie Wong
- Danny Kamekona (VF : Pierre Baton) : Niko
- John McMahon (VF : Michel Mella) : Chris Korman
- Anne Bancroft (VF : Françoise Fleury ; VQ : Élizabeth Chouvalidzé) : Bea Singer
- Ben Stein (VF : Pierre Baton ; VQ : Carl Béchard) : Walter

## Distinctions

### Nominations
- Golden Globes :
  - Meilleur film musical ou de comédie
  - Meilleur acteur pour Nicolas Cage
- American Comedy Awards :
  - Acteur le plus drôle dans un second rôle pour Nicolas Cage

## Anecdote
- Le chanteur désormais mondialement connu Bruno Mars joue le rôle furtif d'un jeune fan d'Elvis qui interprète une de ses chansons sur la scène lors de la convention des sosies.